# 小川雅史
小川 雅史（おがわ まさし）は、日本の漫画家。1993年に『漫画ホットミルク』7月号増刊『コミックメガストア』（白夜書房）掲載の「RUST IN PEACE」でデビュー（刀屋小次郎名義）。代表作は『コミックゲーメスト』（新声社）で連載された「速攻生徒会」。
見城鍵也、刀屋小次郎名義での同人誌も出している。

## 作品リスト
- 速攻生徒会
- 風林火嶄
- 悪1013(あくとういちみ)
- 髭の戦士（『月刊アフタヌーン』2006年11月号、読み切り）
- 超神ネイガー（『月刊コミックラッシュ』2007年2月号・同3月号・同11月号・同12月号、シリーズ掲載）
- キン肉マンレディー（『ウルトラジャンプエッグ』2008年6月19日号 - 2011年8月19日号、『ウルトラジャンプ』公式サイト 2011年9月17日 - 2013年6月19日）

## イラスト
- 三国志大戦キャラクターイラスト

## 関係人物
- 氷川へきる（元担当編集者・元アシスタント）